# MOTA Maschinenbau
MOTA Maschinenbau a été fondé en 1946 par le pilote Wolfgang Schlegel à Nagold, Bade-Wurtemberg. Au début, l’entreprise développa des produits industriels en métal pour l’industrie automobile et la construction mécanique. 

## Histoire
En 1950 il y eut un changement de raison sociale en MOTA Maschinenbau GmbH. Par la suite, l’entreprise fut dans l'industrie de la construction de véhicules : Moteurs de deux-roues, vélomoteurs, cyclomoteurs et étaux. En 1954 une fusion des entreprises MOTA Maschinenbau GmbH et EUGEN METZGER, pour devenir METZGER & SCHLEGEL KG et un déménagement à Fellbach, près de Stuttgart, eurent lieu. Pendant ce temps l’entreprise essaya de vendre ses moteurs aux autres fabricants.

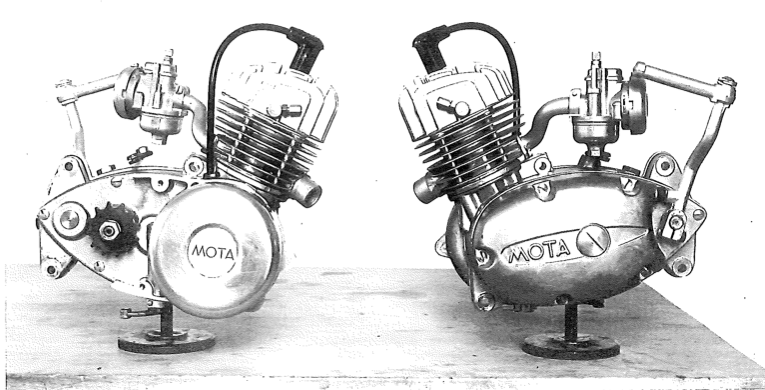
2 cyclomoteurs fabriqués par MOTA Maschinenbau

Après un nouveau changement de raison sociale en SCHLEGEL KG et un déménagement à Öhringen, près de Heilbronn, la fabrication deux-roues cessait. En 1979 il y avait de nouveau une réorganisation de la fabrication et ensuite la création de la nouvelle société DURBAL GmbH & Co. KG qui produit aujourd'hui des rotules de commande haute performance sur palier lisse & à roulement selon DIN, en versions spéciales et solutions complètes.
Dans les archives du musée allemand Deutsches Museum à Munich, il existe des documents ayant rapport à l’entreprise MOTA Maschinenbau GmbH Nagold et METZGER & SCHLEGEL KG Fellbach.

### Modèles

#### Wiesel
Entre 1948 et 1952 l’entreprise développa un véhicule comportant les avantages du scooter avec ceux de la moto. Les moteurs monocylindres ont été fabriqués par METZGER & SCHLEGEL KG lui-même, disponibles avec 50, 75 et 98 cm3 de cylindrée. 
Certes la selle n’était pas réglable en hauteur, mais réglable horizontalement. La fabrication du scooter nommé Wiesel comportait des composants de haut de gamme :
- lampes de la marque Hella ;
- selles de la marque VELEDA ;
- moyeux et freins de la marque Pränafa ;
- compteur de vitesse de la marque VEIGEL.

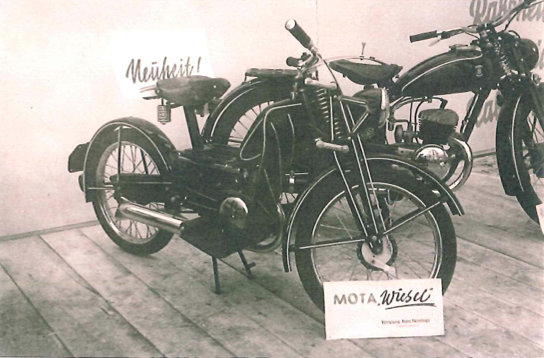
Ce véhicule nommé « Wiesel » a été fabriqué entre 1948-52 en Allemagne.

En 1950, un ingénieur et le chef de production participaient avec trois de ces véhicules à un trajet du club automobile allemand (ADAC).
Malgré le succès international de ce type de scooter, la fabrication ne dépasse pas les 1 000 unités et a été suspendue en 1952.

#### Motte I
Après l’interruption de la production du Wiesel, l’entreprise commença à fabriquer un autre scooter avec un moteur deux-temps monocylindre avec une cylindrée de 43 cm3. 
Ce véhicule a été fabriqué entre 1954 et 1959 à Fellbach à un prix de 485,-DM.

##### Détails techniques
- Dimensions : Longueur : 190cm; Largeur: 62cm; Hauteur : 95cm.
- Poids : 36 kg
- Train de pneus: cadre: devant : 26 x 2,00; arrière: 26 x 2,00
- Contenance : 5,5 litres
- Consommation moyen : 1,8 litre/100 km